# Dagmar Normet
Dagmar Normet (bis 1940 Dagmar Rubinstein, 1940 bis 1945 estnisiert zu: Dagmar Randa; * 13. Februar 1921 in Tallinn; † 16. Oktober 2008 ebenda) war eine estnische Schriftstellerin und Übersetzerin.

## Leben und Werk
Dagmar Normet besuchte das Deutsche Gymnasium sowie das Englische Privatcollege in Tallinn. Als Jüdin floh sie 1941 vor der deutschen Besetzung Estlands in die Sowjetunion. Sie studierte 1942/43 am Pädagogischen Institut von Uljanowsk Russistik, anschließend am Zentralen Institut für Körperkultur in Moskau Sport. Ihren Abschluss machte sie 1945 als Sportlehrerin an der Staatlichen Universität Tartu. Sie war zunächst als Lehrerin tätig, debütierte aber schon 1948 als Schriftstellerin. 1956 ließ sie sich als freischaffende Autorin in Tallinn nieder.
Dagmar Normet schrieb während ihrer literarischen Karriere zahlreiche Kinderbücher, Märchen, Hörspiele, Libretti für Operetten und das Drehbuch zu dem Film Vallatud kurvid (gemeinsam mit Sandor Stern). Sie war eine der angesehensten Schriftstellerinnen der Estnischen SSR. Daneben übersetzte sie aus dem Russischen und Deutschen. Sie popularisierte vor allem das Werk Mira Lobes und Christine Nöstlingers in Estland.
Dagmar Normet war von 1945 bis 1960 mit dem estnischen Komponisten Leo Normet (1922–1995) verheiratet. Ihr Sohn war der Theaterregisseur und -pädagoge Ingo Normet (1946–2022), ihre Tochter die Journalistin Haldi Normet (* 1953). Dagmar Normet liegt auf dem Waldfriedhof von Tallinn begraben.

## Werke (Auswahl)
- Maalesõit (1948)
- Me ehitame maja (1957)
- Igaüks otsib armastust (Drama, 1968)
- Vöödiline hobune (Drama, 1968)
- Lo Tui (1973)
- Delfiinia (Horrorgeschichte, 1975)
- Suur saladus (Hörspiel, 1977)
- Une-Mati, Päris-Mati ja Tups (zeitgenössisches Märchen, 1979)
- Kümme ust (1985)
- Une-Mati rannakülas (1986)
- Naeratuste vikerkaar (1992)
- Lõvi ja lohe (Kinderroman, 1993)
- Avanevad uksed (Memoiren, 2001; Auszug auf Deutsch: Als uns alle Wege offen standen. Übersetzt von Irja Grönholm, in: Estonia 2/2003, S. 31–42, erneut in Estonia 2007, S. 169–179)
- ... ainult võti taskus (Memoiren, 2004; Auszug auf Deutsch: Dort, im weiten Westen, auf dem Weg nach Mexico. Übersetzt von Irja Grönholm, in: Estonia 2007, S. 180–191)